# Kênh đào Volga-Don

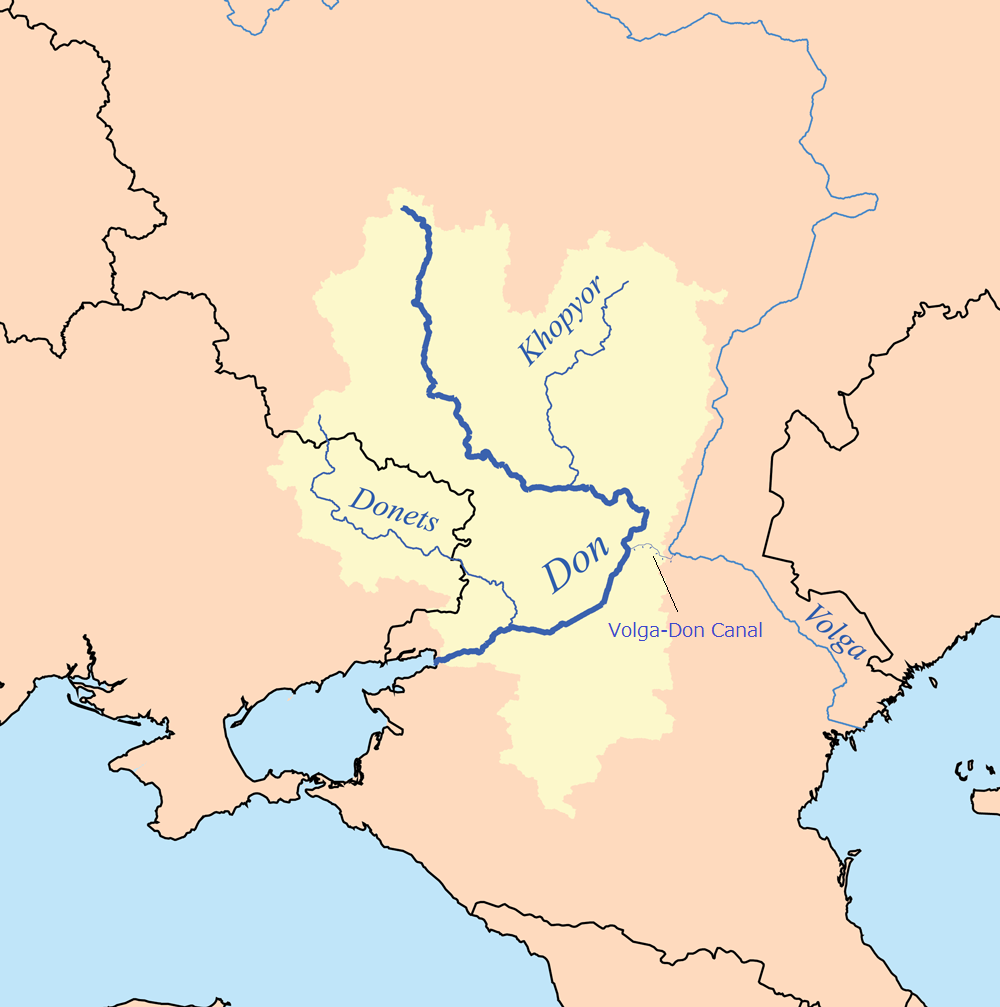
Kênh đào Volga-Don

Kênh đào Volga-Don (tiếng Nga: Волго-Донской судоходный канал имени В. И. Ленина, bằng ký tự Latinh: Volga-Donskoy soudokhodniy kanal imeni V. I. Lenina) là một kênh đào dài 101 km nối hai sông Volga và Don qua chỗ gần nhau nhất của hai con sông này, cụ thể là giữa Sarepta ở phía nam Volgograd trên sông Volga và hồ chứa Tsimlyansk ở Kalach-na-Donu trên sông Don. Trong số 101 km kênh này, có 45 km là các sông và hồ chứa. Được đưa vào sử dụng từ năm 1952, kênh đào này là một bộ phận của hệ thống đường thủy nối biển Caspian với biển Đen và biển Azov. Tàu trọng tải 5000 tấn có thể đi lại trên kênh.
Ngoài mục đích vận tải, kênh đào còn được dùng vào công tác thủy lợi.